# Международный конгресс астронавтики
Международный конгресс астронавтики (англ. International Astronautical Congress) — ежегодное собрание учёных и других специалистов в области астронавтики при участии руководителей национальных космических агентств. Как правило, проводится в конце сентября или начале октября. Организаторы — Международная федерация астронавтики (МАФ), Международная академия астронавтики и Международный институт космического права (англ. International Institute of Space Law, IISL), а также один из национальных членов МАФ.
Во время Конгресса проводятся пленарные заседаний, лекции и встречи.
В 2002 и 2012 годах проводился Всемирный космический конгресс (англ. World Space Congress), объединивший Международный конгресс астронавтики и Научную ассамблею КОСПАР.

## Конгрессы
| #  | Наименование     | Дата                         | Место проведения                                                                             |
| -- | ---------------- | ---------------------------- | -------------------------------------------------------------------------------------------- |
| 1  | I Конгресс       | 30 сентября — 2 октября 1950 | Париж, Франция                                                                               |
| 2  | II Конгресс      | 3 — 8 сентября 1951          | Лондон, Великобритания                                                                       |
| 3  | III Конгресс     | 1 — 5 сентября 1952          | Штутгарт, Германия                                                                           |
| 4  | IV Конгресс      | 3 — 8 августа 1953           | Цюрих, Швейцария                                                                             |
| 5  | V Конгресс       | 2 — 7 августа 1954           | Инсбрук, Австрия                                                                             |
| 6  | VI Конгресс      | 1955                         | Копенгаген, Дания                                                                            |
| 7  | VII Конгресс     | 1956                         | Рим, Италия                                                                                  |
| 8  | VIII Конгресс    | 1957                         | Барселона, Испания                                                                           |
| 9  | IX Конгресс      | 1958                         | Амстердам, Нидерланды                                                                        |
| 10 | X Конгресс       | 1959                         | Лондон, Великобритания                                                                       |
| 11 | XI Конгресс      | 1960                         | Стокгольм, Швеция                                                                            |
| 12 | XII Конгресс     | 1961                         | Вашингтон, округ Колумбия, США                                                               |
| 13 | XIII Конгресс    | 1962                         | Варна, Болгария                                                                              |
| 14 | XIV Конгресс     | 25 сентября — 1 октября 1963 | Париж, Франция                                                                               |
| 15 | XV Конгресс      | 7 — 12 сентября 1964         | Варшава, Польша                                                                              |
| 16 | XVI Конгресс     | 13 — 18 сентября 1965        | Афины, Греция                                                                                |
| 17 | XVII Конгресс    | 1966                         | Мадрид, Испания                                                                              |
| 18 | XVIII Конгресс   | 1967                         | Белград, Югославия                                                                           |
| 19 | XIX Конгресс     | 1968                         | Нью-Йорк, США                                                                                |
| 20 | XX Конгресс      | 1969                         | Мар-дель-Плата, Аргентина                                                                    |
| 21 | XXI Конгресс     | 1970                         | Констанц, Германия                                                                           |
| 22 | XXII Конгресс    | 20 — 25 сентября 1971        | Брюссель, Бельгия                                                                            |
| 23 | XXIII Конгресс   | 8 — 15 октября 1972          | Вена, Австрия                                                                                |
| 24 | XXIV Конгресс    | 7 — 13 октября 1973          | Баку, СССР                                                                                   |
| 25 | XXV Конгресс     | 30 сентября — 5 октября 1974 | Амстердам, Нидерланды                                                                        |
| 26 | XXVI Конгресс    | 1975                         | Лиссабон, Португалия                                                                         |
| 27 | XXVII Конгресс   | 10 — 16 октября 1976         | Анахайм, Калифорния, США                                                                     |
| 28 | XXVIII Конгресс  | 1977                         | Прага, Чехословакия                                                                          |
| 29 | XXIX Конгресс    | 1978                         | Дубровник, Югославия                                                                         |
| 30 | XXX Конгресс     | 1979                         | Мюнхен, Германия                                                                             |
| 31 | XXXI Конгресс    | 21 — 28 сентября 1980        | Токио, Япония;                                                                               |
| 32 | XXXII Конгресс   | 6 — 12 сентября 1981         | Рим, Италия                                                                                  |
| 33 | XXXIII Конгресс  | 27 сентября — 2 октября 1982 | Париж, Франция                                                                               |
| 34 | XXXIV Конгресс   | 10 — 15 октября 1983         | Будапешт, Венгрия                                                                            |
| 35 | XXXV Конгресс    | 8 — 13 октября 1984          | Лозанна, Швейцария                                                                           |
| 36 | XXXVI Конгресс   | 7 — 12 октября 1985          | Стокгольм, Швеция                                                                            |
| 37 | XXXVII Конгресс  | 4 — 11 октября 1986          | Инсбрук, Австрия                                                                             |
| 38 | XXXVIII Конгресс | 10 — 17 октября 1987         | Брайтон, Великобритания                                                                      |
| 39 | XXXIX Конгресс   | 8 — 15 октября 1988          | Бангалор, Индия                                                                              |
| 40 | XL Конгресс      | 7 октября — 13 октября 1989  | Малага, Испания                                                                              |
| 41 | XLI Конгресс     | 6 — 12 октября 1990          | Дрезден, Германия                                                                            |
| 42 | XLII Конгресс    | 5 — 11 октября 1991          | Монреаль, Канада                                                                             |
| 43 | XLIII Конгресс   | 28 августа — 5 сентября 1992 | Вашингтон, округ Колумбия, США                                                               |
| 44 | XLIV Конгресс    | 16 — 22 октября 1993         | Грац, Австрия                                                                                |
| 45 | XLV Конгресс     | 9 — 14 октября 1994          | Иерусалим, Израиль                                                                           |
| 46 | XLVI Конгресс    | 2 — 6 октября 1995           | Осло, Норвегия                                                                               |
| 47 | XLVII Конгресс   | 7 — 11 октября 1996          | Пекин, Китай                                                                                 |
| 48 | XLVIII Конгресс  | 6 — 10 октября 1997          | Турин, Италия                                                                                |
| 49 | XLIX Конгресс    | 28 сентября — 2 октября 1998 | Мельбурн, Австралия                                                                          |
| 50 | L Конгресс       | 4 — 8 октября 1999           | Амстердам, Нидерланды                                                                        |
| 51 | LI Конгресс      | 2 — 6 октября 2000           | Рио-де-Жанейро, Бразилия                                                                     |
| 52 | LII Конгресс     | 1 — 5 октября 2001           | Тулуза, Франция                                                                              |
| 53 | LIII Конгресс    | 10 — 19 октября 2002         | Хьюстон, штат Техас, США; II Всемирный космический конгресс (34-я научная ассамблея КОСПАР); |
| 54 | LIV Конгресс     | 29 сентября — 3 октября 2003 | Бремен, Германия                                                                             |
| 55 | LV Конгресс      | 4 — 8 октября 2004           | Ванкувер, Канада                                                                             |
| 56 | LVI Конгресс     | 16 — 21 октября 2005         | Фукуока, Япония                                                                              |
| 57 | LVII Конгресс    | 2 — 6 октября 2006           | Валенсия, Испания                                                                            |
| 58 | LVIII Конгресс   | 24 — 28 сентября 2007        | Хайдарабад, Андхра-Прадеш, Индия                                                             |
| 59 | LIX Конгресс     | 29 сентября — 3 октября 2008 | Глазго, Шотландия, Великобритания                                                            |
| 60 | LX Конгресс      | 12 — 16 октября 2009         | Тэджон, Южная Корея                                                                          |
| 61 | LXI Конгресс     | 27 сентября — 1 октября 2010 | Прага, Чехия                                                                                 |
| 62 | LXII Конгресс    | 3 — 7 октября 2011           | Кейптаун, ЮАР                                                                                |
| 63 | LXIII Конгресс   | 1 — 5 октября 2012           | Неаполь, Италия                                                                              |
| 64 | LXIV Конгресс    | 23 — 27 сентября 2013        | Пекин, Китай;                                                                                |
| 65 | LXV Конгресс     | 29 сентября — 3 октября 2014 | Торонто, Канада;                                                                             |
| 66 | LXVI Конгресс    | 12 — 16 октября 2015         | Иерусалим, Израиль;                                                                          |
| 67 | LXVII Конгресс   | 26 — 30 сентября 2016        | Гвадалахара, Мексика;                                                                        |
| 68 | LXVIII Конгресс  | 25 — 29 сентября 2017        | Аделаида, Австралия;                                                                         |
| 69 | LXIX Конгресс    | 1 — 5 октября 2018           | Бремен, Германия                                                                             |
| 72 | LXXII Конгресс   | 25 — 29 октября 2021         | Дубай, ОАЭ                                                                                   |
| 73 | LXXIII Конгресс  | 18 — 22 сентября 2022        | Париж, Франция                                                                               |
| 74 | LXXIV Конгресс   | 2 — 6 октября 2023           | Баку, Азербайджан                                                                            |
| 75 | LXXV Конгресс    | 14 — 18 октября 2024         | Милан, Италия                                                                                |
| 77 | LXXVII Конгресс  | 2026                         | Анталья, Турция                                                                              |